# Who's Who (film 1911)
Who's Who è un cortometraggio muto del 1911. Il nome del regista non viene riportato nei credit del film che è interpretato da Maurice Costello, Lottie Pickford e Ralph Ince.

## Produzione
Il film fu prodotto dalla Vitagraph Company of America.

## Distribuzione
Distribuito dalla General Film Company, il film - un cortometraggio in una bobina - uscì nelle sale cinematografiche USA il 10 novembre 1911.